# Bataille de Monte Cassino
Seconde Guerre mondiale,
Campagne d'Italie
Batailles
Invasion de la Sicile
- Lampedusa
- Corkscrew
- Mincemeat
- Barclay
- Animals
- Chestnut
- Narcissus
- Fustian
- Ladbroke
- Gela
- Troina
- Centuripe

Invasion de l'Italie
- Baytown
- Avalanche
- Rome
- Slapstick
- Armistice de Cassibile
- Achse
- Naples
- Bombardement du Vatican
- Ligne Volturno
- Libération de la Corse
- Ligne Barbara
- Bombardement de Bari

Ligne Gustave
- Ligne Bernhardt
- Raincoat
- San Pietro Infine
- Rivière Moro
- Ortona
- Rivière Rapido
- Monte Cassino
- Shingle
- Cisterna
- Diadem
- Strangle
- Ligne Trasimene
- Libération de Rome
- Ancône
- Brassard

Ligne gothique
- Rimini
- Saint-Marin
- Gemmano
- Montecieco
- Monte Castello
- Garfagnana

Offensive du printemps 1945
- Tombola
- Bowler
- Roast
- Bologne
- Argenta Gap
- Herring
- Collecchio

Guerre civile italienne
La bataille de Monte Cassino (on trouve aussi les appellations « bataille du mont Cassin » ou « bataille du Mont-Cassin » dans la littérature de langue française) couvre une série de quatre batailles de la Seconde Guerre mondiale livrées, autour du mont Cassin de janvier à mai 1944, par les Alliés contre les forces allemandes pour percer la ligne Gustave, afin de faire la jonction avec les forces débarquées à Anzio (à environ une centaine de kilomètres à vol d'oiseau à l'ouest du mont) et d'occuper Rome.
Durant cet épisode, des centaines de bombardiers anéantirent l'abbaye du Mont-Cassin.
L’importance stratégique de cette bataille résidait dans le fait que ce point constituait un verrou sur la route vers Rome et que la Wehrmacht y avait installé une importante garnison.

## Contexte et géopolitique
Après l'opération Husky (débarquement et prise de la Sicile par les Alliés) en septembre 1943, puis le débarquement en Calabre et la prise de Naples, le front d'Italie s'est enlisé. Certes les Allemands ne peuvent aligner qu'une armée réduite face aux Alliés, mais le front lui-même se réduit à la largeur de la botte italienne, qui est bien plus facile à défendre que les immensités de l'espace russe.
L'Italie a théoriquement rejoint le camp allié, mais la plupart des troupes italiennes ont été désarmées ou froidement exécutées par les Allemands, comme la division Acqui sur l'île grecque de Céphalonie. Les Allemands ont installé une république fasciste fantoche dans le Nord de la botte, la république de Salò, dirigée par Mussolini. Si les Allemands disposent de troupes moins nombreuses que les Alliés, celles-ci sont solidement retranchées sur un solide dispositif de défense couvrant toute la largeur de la péninsule italienne, qui atténue leur infériorité numérique : échelonné sur plusieurs lignes, ce dispositif est constitué par une série de fortifications plus ou moins denses, qui utilisent les sommets des Apennins comme un véritable rempart. Les quelques vallées ou plaines littorales permettant les communications du sud vers le nord sont, quant à elles, entièrement minées et parsemées de réseaux de barbelés. La plus redoutable de ces rangées défensives est la ligne Gustave, qui s'appuie sur la région montagneuse des Abruzzes et dont le verrou est constitué du massif fortifié du mont Cassin.
Le maréchal allemand Kesselring barre ainsi fermement la route de Rome aux Alliés, tandis qu'après la conférence de Téhéran, fin 1943 avec les Soviétiques, un autre front doit être ouvert en Europe occidentale. Le théâtre de la Méditerranée et des Balkans est relégué au second plan, au grand dam du Royaume-Uni, qui a bien du mal à influer sur le cours des événements, isolé entre les deux grandes puissances : l'Union soviétique et les États-Unis.
Du point de vue géopolitique, Winston Churchill veut contrer directement et immédiatement l'avancée soviétique déjà amorcée dans les Balkans. Du point de vue militaire, la topographie montagneuse de la région des Abruzzes favorise la défense et les combats seraient très coûteux. Mais, après la campagne d'Afrique du Nord, les États-Unis mènent de plus en plus les affaires militaires par l’importance relative de leurs engagements, et l'URSS n'a aucun intérêt à voir contrariées ses ambitions en Méditerranée. Pour ces deux puissances, le débarquement en Sicile n'est que le préambule à la campagne d'Italie, qui elle-même n'est que le prélude à l'opération Overlord (nom anglo-saxon de la bataille de Normandie débutant par le débarquement en Normandie), en attendant que le renforcement en matériel et troupes destinés à cette dernière soit achevé sur le territoire du Royaume-Uni.
Début 1944, les Alliés ont donc finalement choisi la Normandie comme axe d'attaque principal, et le gros de leurs efforts se concentre sur la préparation de cette opération gigantesque. Dans ces conditions, les opérations alliées en Italie n'ont pas la priorité. De plus, les Allemands ne semblent pas prêts à abandonner Rome sans en faire payer le prix fort.

## Chronologie

### Janvier - mars 1944: échec des attaques frontales anglo-américaines sur Cassino

Plan allié de l'offensive de janvier 1944.

Plan allié pour l'offensive de janvier dans le secteur au nord de Cassino.

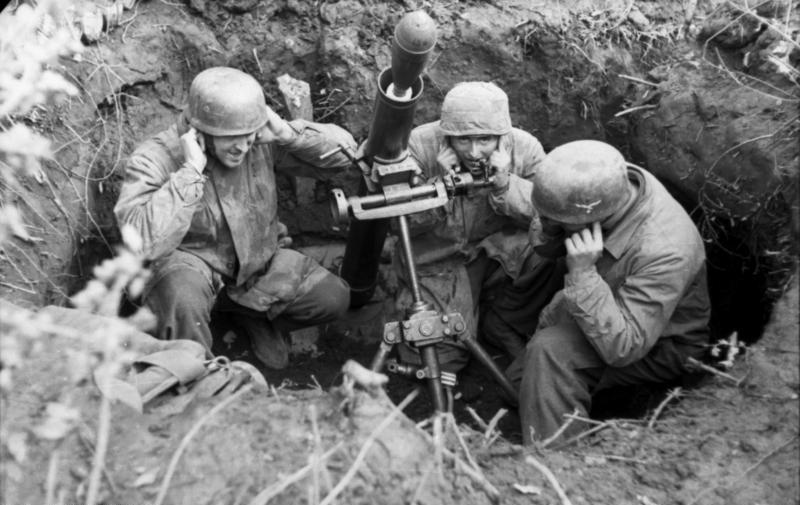
Des « Diables verts » se servant d'un mortier sur le mont Cassin.

Les Alliés veulent rompre la ligne Gustave pour pouvoir atteindre Rome, tandis que les Allemands essayent de freiner au maximum l'avance alliée. Le général Eisenhower, commandant suprême des forces alliées, le général Clark de la 5e armée américaine, et le général Leese de la 8e armée britannique, sont opposés au feld-maréchal Albert Kesselring, commandant en chef, et au général Heinrich von Vietinghoff, commandant de la Xe armée allemande.
Kesselring va définir la situation de la bataille autour du mont en tenant une coupe de vin d'Asti en présence de ses officiers : « Les Anglo-Américains et leurs alliés français occupent le fond de ce verre. Et nous, nous sommes assis sur le bord ! »
Les Alliés engagent à l'origine une division blindée et six divisions d'infanterie, puis, par la suite, trois divisions blindées et treize divisions d'infanterie, soit 300 000 hommes. Les Allemands ont au début quatre divisions de Panzers et cinq divisions d'infanterie, auxquelles s'ajoutent par la suite une division de Panzergrenadiere et cinq divisions d'infanterie, soit 100 000 hommes.
Il faut quatre opérations aux Alliés pour qu'ils parviennent à s'emparer du mont Cassin et de son monastère, pour dégager la vallée du Liri, seule voie pour prendre Rome. La hauteur sur laquelle se trouve le monastère (516 mètres) est la clef du dispositif défensif allemand. Elle surplombe la ville de Cassino (aussi nommée en français « Cassin »), ainsi que la route nationale 6 Via Casiliana, et domine les vallées du Rapido au sud-est et du Liri au sud-ouest. Durant trois mois, le général von Senger und Etterlin, commandant le  XIVe Panzer-Korps, renforce ses défenses constituées par la première division parachutiste d'élite des Fallschirmjäger soutenue par des bataillons d'infanterie et le XIVe Panzer-Korps.
Au début du mois de janvier, les Alliés lancent une succession de raids de 3 000 bombardiers contre les voies de communication allemandes. Le 15 janvier 1944, le 2e corps américain du général Keyes prend le mont Trocchio avec le soutien du corps expéditionnaire français (CEF). Cette unité française, composée essentiellement de troupes de l'Armée d'Afrique et commandée par le général Alphonse Juin, est en effet engagée sur le front d'Italie aux côtés des Américains depuis le mois de décembre 1943.
Le 17 janvier 1944 commence la première bataille du Monte Cassino. Initialement, le plan prévoyait que le CEF opère une attaque de diversion visant à déborder Cassino par la montagne, au nord-est, en atteignant Atina par le mont Santa Croce et le Carella ; tandis que le 2e corps américain, avec une partie de la 1re division de chars, marche sur les villes de Cassino et de Sant'Angelo, et que le 10e corps britannique progresse vers Minturno. Toutes ces opérations doivent préparer l'opération Shingle, qui consiste en un débarquement à Anzio-Nettuno, prévu pour le 22 janvier 1944, sur les arrières du flanc droit de la ligne Gustave. Lors de la première phase des opérations, le 10e corps britannique du général McCreery parvient à franchir le fleuve Garigliano, près de son embouchure. Il arrive le 19 janvier près de Castelforte. À partir du 20 janvier, les Allemands lancent des contre-attaques qui sont repoussées au bout de douze jours. Dans une seconde phase, le 2e corps américain du général Keyes lance la 36e division contre Sant'Angelo, appuyée par la 34e division qui attaque Cassino. La tentative de franchissement du Rapido par la 36e division échoue toutefois le 20 janvier 1944. La 34e division réussit presque à prendre Cassino et le monastère : ils approchent à 300 mètres seulement de l'objectif. Lorsque la 4e division indienne vient relever les Américains, la division ne compte plus que 840 hommes sur les 3 200 présents au début de l'attaque.
Au début du mois de février, les Allemands ont reconquis la majeure partie du terrain perdu. Le 6 février 1944, la 36e division américaine est relevée par la 2e division néo-zélandaise. Les troupes débarquées à Anzio sont, quant à elles, immobilisées par les forces allemandes.
De son côté, si le CEF n'a pu s'emparer du mont Santa Croce et du Carella, faute de réserves, il a enregistré de nombreux succès sur un terrain escarpé particulièrement difficile : la prise de La Selva, de la Costa San Pietro (1 450 mètres d'altitude), d'Acquafondata et de la Monna Casale (dont les deux sommets jumeaux culminent à 1 220 et 1 225 mètres) ont constitué souvent autant d'exploits sportifs que militaires. En deux mois, la 2e DIM puis la 3e division d'infanterie algérienne (3e DIA), appuyées par deux groupements de tabors marocains (GTM), ont obtenu des résultats significatifs : une avance de plus de 15 kilomètres à certains endroits en pays montagneux, la capture de 1 200 prisonniers, la mise hors de combat d'une entière division allemande. Au cours de l'offensive de janvier 1944, les tirailleurs nord-africains ont été les seuls à menacer sérieusement la ligne Gustave, réussissant même à la rompre au Belvédère lors de l'incroyable assaut du 4e régiment de tirailleurs tunisiens (4e RTT). Plus tard, dans ses mémoires, le général de Gaulle écrira que lors de cette bataille, « le 4e régiment de tirailleurs tunisiens accomplit un des faits d'armes les plus brillants de la guerre au prix de pertes énormes ». Mais ces opérations sur le flanc nord-est de Cassino ne constituent pas la priorité de l'état-major anglo-américain, qui persiste à vouloir enfoncer le verrou du mont Cassin par une attaque frontale.
Du 15 au 18 février 1944 se déroule ainsi la deuxième bataille du Monte Cassino. La 4e division indienne et la 2e division néo-zélandaise se préparent à prendre d'assaut le mont Cassin, en passant par la crête de la Tête de Serpent, et à s'emparer également de la gare du chemin de fer de Cassino. Le 15 février, le commandement allié ordonne le bombardement du monastère du Mont-Cassin. Deux cent vingt-quatre appareils larguent quatre cent vingt tonnes de bombes qui rasent le monastère : les Alliés pensaient que des observateurs allemands se trouvaient sur les toits, ce qui était faux. La destruction du monastère permet toutefois aux Allemands d'en faire une véritable forteresse. L'attaque terrestre est déclenchée le 16 février. Les Néo-Zélandais prennent la gare de Cassino, mais doivent peu après s'en retirer. Le 17 février, la 78e division britannique se joint au corps néo-zélandais, mais le lendemain, l'opération est suspendue. Le mauvais temps neutralise les mouvements durant trois semaines. Du 14 au 22 mars, la bataille reprend. Le général néo-zélandais Freyberg attaque en direction du sud, le long des deux rives du Rapido, après des bombardements intensifs. Les Alliés veulent s'emparer de la ville de Cassino, mais après six jours de combat, le corps néo-zélandais est obligé de se retirer. La situation s'enlise et la propagande allemande s'en donne à cœur joie : sur les murs de l'Europe occupée une affiche compare l'avancée des armées alliées en Italie à celle d'un escargot. Dans ses mémoires, von Senger écrira à propos de cette phase de la bataille que ce qu'il craignait le plus à ce moment « c'était une attaque du corps de Juin avec ses superbes divisions marocaines et algériennes »,.

### Mai 1944: succès de la manœuvre française de débordement au sud de Cassino

Plan de l'offensive de mai 1944.

Du 11 au 19 mai ont lieu simultanément les troisième et quatrième batailles du Monte Cassino : la bataille des Français et celle des Polonais.
Au printemps 1944, les Alliés opèrent un repositionnement de leurs unités en vue de leur nouvelle offensive. La 8e armée britannique et le corps expéditionnaire français sont ainsi redéployés en secret. L'offensive alliée qui se prépare s'appuie sur les plans audacieux du général Juin, qui a réussi à imposer ses vues à l'état-major anglo-américain. Juin veut éviter toute nouvelle attaque frontale contre le mont Cassin, dont les défenses ont été encore renforcées et d'où les troupes allemandes d'élite paraissent impossibles à déloger. C'est au contraire par la montagne, là où l'ennemi ne s'y attend pas, qu'il faut porter l'effort principal : à travers les monts Aurunci, à 25 kilomètres au sud-ouest de Cassino, considérés par les Allemands comme « impénétrables aux armées ».
Dans le plan d’attaque, le plus gros effort incombait à la 8e armée qui devait tâcher de « briser les lignes de défenses ennemies dans la vallée du Liri et avancer en direction de Rome ». La 5e armée avait reçu l’ordre d’attaquer et de pénétrer dans la vallée du Liri, par les monts Aurunci, ainsi que d’opérer le long de la route côtière no 7, pour se diriger vers Minturno.
Dans le cadre de ce plan les rôles furent distribués ainsi :
- pour la 8e armée :
  - le 2e corps polonais doit « conquérir le mont Cassin et opérer contre Piedimonte »,
  - le 13e corps britannique doit traverser le Gari et attaquer dans la vallée du Liri,
  - le 1er corps canadien doit avancer par la vallée du Liri à la suite du 13e corps,
  - le 10e corps britannique, ayant une tâche défensive, dans le secteur nord-est du Monte Cairo, c’est-à-dire à droite du 2e corps polonais, doit simuler sur son aile gauche une attaque en direction d’Atina ;
- pour la 5e armée :
  - le corps français doit opérer contre les monts Aurunci et ensuite sur le cours supérieur du Liri,
  - le 2e corps américain doit opérer le long de la route côtière no 7.

Ce plan doit permettre de couper les positions arrière de l'ennemi, enveloppant ainsi toute la ligne Gustave. Pour Juin, seul le CEF est capable de mener à bien cette opération, grâce à l'aptitude au combat en montagne des tirailleurs et des goumiers du général Guillaume, ainsi que leurs trains muletiers.
Le plan prévoit une attaque du 2e corps polonais contre le monastère par le nord, tandis que le 13e corps britannique doit franchir le Rapido pour couper la route nationale et isoler la ville.
Tout en acceptant ce plan, Anglais et Américains doutent néanmoins que les Français puissent réussir à accomplir la manœuvre de débordement qui permettrait d'ouvrir enfin les portes de Rome. La date et les objectifs de cette offensive restent inconnus des Allemands, comme en témoigne l'envoi de leurs réserves vers Anzio, où ils prévoient une tentative de percée des Alliés. Une autre inconnue inquiète Kesselring : « savoir où et comment le CEF avec ses divisions entraînées pour la montagne et ses solides combattants marocains allait être engagé. »
L'opération de rupture de la ligne Gustave est initialement confiée à la 2e division d'infanterie marocaine (2e DIM), « le bélier du CEF » selon l'expression de Juin, qui doit s'emparer pour cette mission des monts Faito et Majo. L'offensive générale des Alliés se déclenche le soir du 11 mai 1944, à 23 heures, sur l'ensemble du front italien. Une intense préparation d'artillerie de 2 000 canons précède l'attaque. Mais dans le secteur de la 2e DIM, ce bombardement n'arrose que les crêtes, sans détruire le dispositif de défense allemand (blockhaus, barbelés, mines…), qui sillonne les pentes que doivent gravir les tirailleurs marocains avant de pouvoir s'emparer des sommets. Dans les autres secteurs d'attaque du CEF, comme celui de la 4e division marocaine de montagne (4e  DMM), aucune préparation d'artillerie n'a lieu. Cet assaut va s'avérer redoutable. Les régiments de la 2e DIM se lancent ainsi dans une attaque de nuit aux combats souvent confus et très meurtriers, mais la ligne Gustave tient toujours. Juin décide la reprise de l'offensive pour la nuit suivante, après une préparation d'artillerie plus importante et mieux ciblée. Très tôt dans la matinée du 13 mai, c'est la ruée des tirailleurs marocains sur les positions allemandes, ravagées par le « rouleau de feu » des canons français, qui finissent par céder. La prise du mont Majo par les troupes marocaines de la 2e DIM est saluée par un drapeau français de 30 m2 hissé à son sommet (940 mètres) et visible à des kilomètres à la ronde, par les troupes du CEF comme par les Allemands.
L'exploitation est maintenant possible vers les monts Aurunci puis, plus à l'ouest, les monts Lépins. C'est la 4e DMM et les trois groupes de tabors marocains, formant le corps de montagne du CEF, qui s'en chargent dès le 14 mai, à « un train d'enfer ». « Les Français avancent si rapidement, que les communiqués ne peuvent suivre leur rythme », rapporte un journaliste américain. À la suite de cet assaut des goumiers marocains dans les monts Aurunci, les Britanniques prirent l'habitude de qualifier toute attaque audacieuse de « goumisation ». Les combattants marocains prennent par la suite le mont Fammera (1 175 mètres) et le mont Revole (1 307 mètres).
Parallèlement, le 4e régiment de spahis marocains (4e RSM), incorporé temporairement à la 3e DIA, œuvre à la prise de Castelforte, sur le Garigliano, qui ouvre la route d'Ausonia dans la vallée de l'Ausente ; ce qui permet de déboucher sur la vallée du Liri, au sud-ouest de Cassino, derrière les lignes allemandes. De son côté, le 3e régiment de spahis marocains (3e RSM), mis provisoirement à la disposition de la 1re division de la France libre (1re DFL), participe au mouvement général de cette division qui s'engage dans la haute vallée du Liri via San Apollinare (six kilomètres au sud de Cassino), en débordant également Cassino par le sud.
Tandis qu'une attaque aérienne détruit le quartier général de la Xe armée allemande, l'avancée du CEF, tant en montagne que dans les vallées, entame le dispositif défensif allemand de la ligne Gustave et facilite la progression des Britanniques et des Américains. Ces derniers atteignent ainsi rapidement Spigno, sur l’axe Minturno - Cassino. Le 17 mai 1944, Kesselring ordonne à ses troupes de laisser Cassino de côté, de crainte de se voir envelopper par la manœuvre française. Le même jour, la route nationale est coupée par le 13e corps.

### 19 mai 1944: victoire polonaise sur Monte Cassino

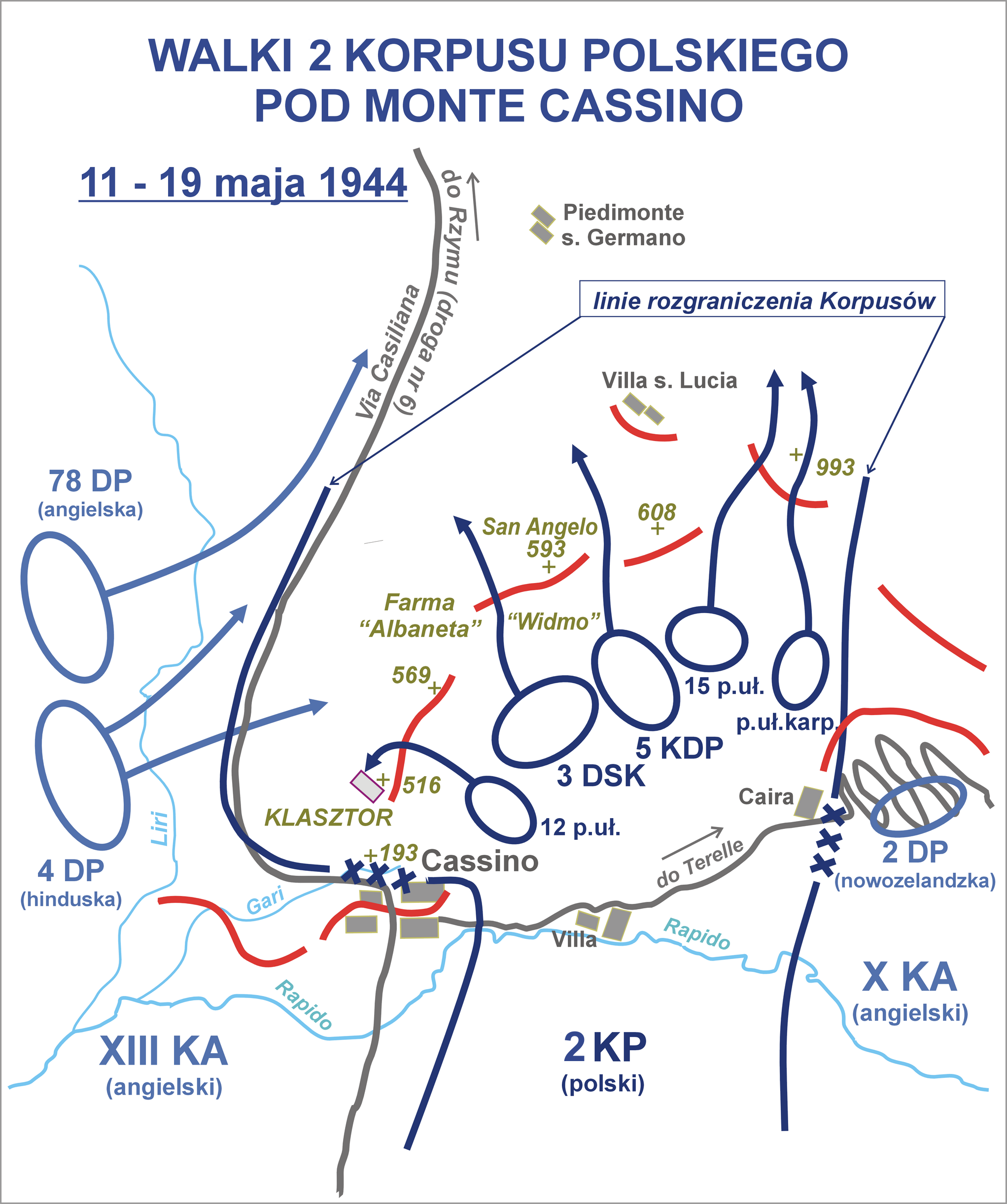
L'armée polonaise au mont Cassin (carte polonaise).

Dans le même temps, les Polonais du 2e corps polonais du général Anders mènent la quatrième et ultime bataille. Ils ont commencé le 17 janvier 1944 leur assaut sur le monastère, et, au terme de combats acharnés, prennent l’Abbaye territoriale du Monte Cassino (monastère du mont Cassin) qui tombe le 19 mai 1944.
Débarqués en Sicile en juillet 1943, 50 000 soldats du 2e corps polonais du général Władysław Anders, sous le commandement du général Eisenhower ont participé à la campagne d'Italie. Alors que la progression des Alliés était arrêtée au pied du mont Cassin, ils prirent part de manière décisive à une bataille parmi les plus dures de toute la campagne d’Europe.
L'assaut avait été précédé de préparatifs, courts et discrets pour ne pas alerter l'adversaire : les sapeurs polonais ont aménagé, de nuit, chemins et routes pour acheminer en secret équipements et munitions le plus près possible du sommet et de l'abbaye. Ce chemin conserva longtemps son appellation de « Chemin du génie [ou des sapeurs] polonais ».
Participèrent à la bataille la 5e division des Confins, commandée par le général Nikodem Sulik, et la 3e division de chasseurs des Carpates, commandée par le général Duch.
La partie sommitale, complètement à découvert, offrait peu d'abris naturels. Les Polonais s’accrochèrent néanmoins au terrain sous le feu allemand.
Mettant un terme à deux mois d'infructueux assauts alliés contre le rocher du monastère bénédictin et au prix d’énormes sacrifices, le 19 mai 1944 à 10 h 20, les soldats polonais du général Anders eurent l'honneur de hisser sur les ruines du monastère du Mont-Cassin, le drapeau du 12e régiment de lanciers Podolski, faute de drapeau national polonais disponible. Un clairon fit sonner le hejnal mariacki, la mélodie jouée chaque heure à la basilique Sainte-Marie de Cracovie. Un chant polonais intitulé Les Coquelicots rouges du mont Cassin dit que « là-bas », au Monte Cassino, les coquelicots seront toujours plus rouges car ils se sont abreuvés du sang des Polonais. La victoire était chèrement acquise, mais la route de Rome était ouverte.
Les pertes polonaises s'élevèrent à :
- tués : 72 officiers, 788 sous-officiers et hommes de troupe ;
- blessés : 204 officiers, 2 618 sous-officiers et hommes de troupe ;
- disparus : 5 officiers, 97 hommes de troupe.

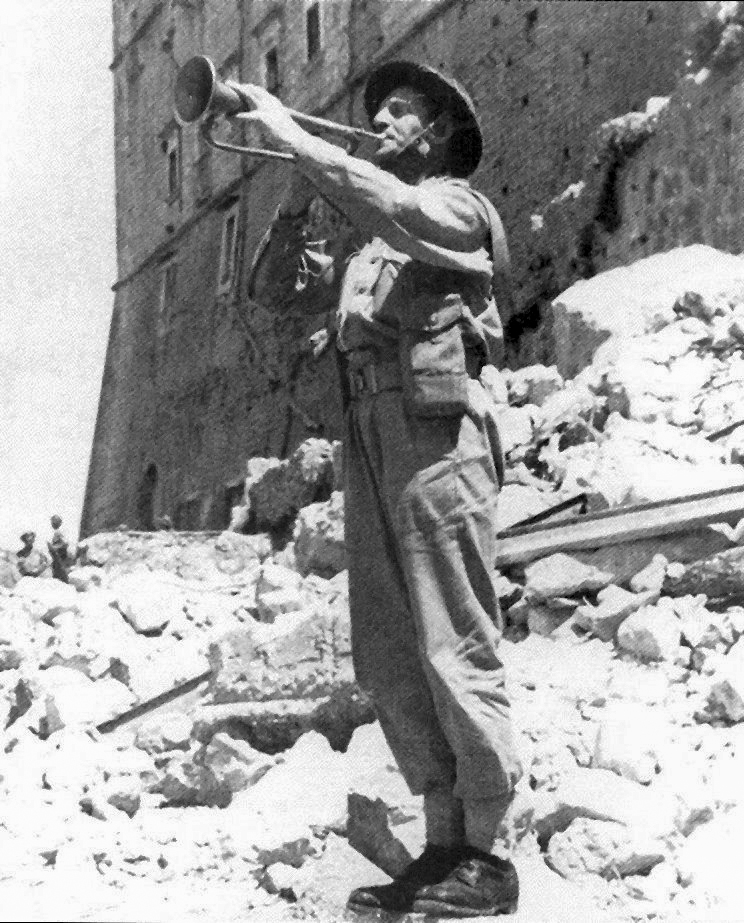
Soldat polonais sonnant la sonnerie aux morts sur le mont Cassin.

Le 19 mai 2004, pour le 60e anniversaire de la victoire, le pape Jean-Paul II dit dans un discours s’adressant au président de la république de Pologne, Aleksander Kwaśniewski :

« Chaque Polonais se souvient avec orgueil de cette bataille qui, grâce à l'héroïsme de l'armée commandée par le général Anders, ouvrit aux Alliés la route de la libération de l'Italie et de la défaite des envahisseurs nazis. Au cimetière militaire du mont Cassin, se trouvent des tombes surmontées de croix latines et grecques, ainsi que des pierres tombales portant l'étoile de David. Là-bas reposent les héros tombés au feu, unis par l'idéal de lutter pour « votre liberté et pour la nôtre », qui inclut non seulement l'amour pour sa propre patrie, mais également la sollicitude pour l'indépendance politique et spirituelle d'autres nations. »

— auteur anonyme

## Bilan
Les Alliés ont perdu environ 115 000 hommes (tués et blessés) (Pour comparaison, c'est bien plus que lors du Débarquement de Normandie).
Concernant les Français de la première division française libre ainsi que les goumiers marocains et les tirailleurs algériens et tunisiens : les forces françaises eurent 6 255 soldats tués et 23 500 soldats blessés, dont environ les deux tiers étaient originaires du Maghreb. Le 19 mai, Kesselring écrit « Les Français et surtout les Marocains ont combattu avec furie et exploité chaque succès en concentrant immédiatement toutes les forces disponibles sur les points qui faiblissaient ».
Les Allemands perdirent 20 000 hommes.
Il est également à noter qu'un certain nombre de Malgré-nous sont morts durant la bataille. Ils sont toujours enterrés à Rome dans un cimetière militaire allemand.

## Poursuite de la campagne d'Italie
Le 20 mai, les Allemands — qui battent en retraite — voient leur situation s'aggraver : le 23, la percée des troupes alliées les encercle dans Anzio. Le 25 mai, Piedimonte, extrémité est de la ligne Hitler, est pris par les Polonais. Le 26 mai, spahis et tirailleurs marocains s'emparent de la ville de Pastena, tandis que la 3e DIA occupe la localité de San Giovanni, après une lutte très violente et le plus grand combat de chars de la campagne d'Italie, au cours duquel se sont illustrés les tankistes français. La bataille du Garigliano est terminée, l'ensemble des monts Aurunci sont alors aux mains de l'armée française, qui a réussi où ses alliés avaient échoué durant des mois : faire sauter le verrou de Cassino et ouvrir la route de Rome[réf. nécessaire]. Le 4 juin 1944, la capitale italienne est libérée. Le colonel allemand Böhmler, l'un des défenseurs de Cassino, confie dans ses mémoires : « La grande surprise fut l'attitude au combat du corps expéditionnaire français. C'est Juin qui, en s'emparant du mont Majo et en faisant irruption dans la vallée du Liri, a réduit en miettes la porte de Rome. »[réf. nécessaire] Le 29 mai, Kesselring note dans son rapport quotidien : « Spécialement remarquable est la grande aptitude tout terrain des troupes marocaines, qui franchissent même les terrains réputés impraticables, avec leurs armes lourdes chargées sur des mulets, et qui essaient toujours de déborder nos positions par des manœuvres et de percer par derrière ». La plupart des analystes militaires considèrent la manœuvre des goumiers comme la victoire critique qui a finalement ouvert la route de Rome aux Alliés.
Après la libération de Rome, les Alliés continuent leur avancée en direction du Nord de l'Italie avant de s'embourber de nouveau, au cours de l'automne 1944, face à une nouvelle ligne de défense allemande, la ligne gothique, au nord de l'Arno. Auparavant, plusieurs de leurs unités, dont celles du CEF, sont retirées d'Italie durant l'été pour participer à l'opération Anvil : le débarquement allié qui se prépare en Provence, programmé le 15 août 1944. Celui-ci constitue le deuxième acte de la priorité stratégique anglo-américaine définie en 1943 pour le front de l'Ouest, après le débarquement du 6 juin 1944. Malgré l'intensité des combats pour s'emparer de Cassino, le courage et les sacrifices des troupes alliées engagées dans cette bataille, les exploits de l'armée française permettant une libération de Rome fort prometteuse, la campagne d'Italie reste donc reléguée à un rôle secondaire : « L'une des tragédies de la campagne d'Italie fut que le triomphe des armées alliées coïncida avec le début du débarquement en Normandie ». À la suite du retrait du CEF d'Italie, le général Clarke dans une lettre au général Juin soulignera « combien la part vitale prise par les troupes françaises de la 5e armée pendant toute la campagne d'Italie contre l'ennemi commun a été universellement reconnue. ».

## Crimes de guerre et polémique après la bataille

### Les accusations
Les goumiers du corps expéditionnaire français ont été accusés de nombreux crimes de guerre qui ont été perpétrés au cours de cette campagne, notamment dans les environs de la région de la Ciociaria. Destruction de villages, vols et violences, mais surtout viols de masse (et assassinat de ceux qui essayaient de s'interposer) se seraient multipliés autour du mont Cassin. Si en 1950, l’Union des femmes italiennes, organisation communiste féminine, parle d'environ 12 000 victimes et tente d’obtenir des indemnités pour celles-ci, un rapport du Sénat italien de 1996 fait état de 2 000 femmes violées et de 700 hommes tués.
Ces viols commis autour du mont Cassin sont mis en relief pour leur gravité et pour le nombre de victimes. L'historienne Julie Le Gac estime que « le comportement du CEF lors de la libération de l'Italie est ainsi  comparable à celui d'autres armées alliées envahissant le territoire de l'ennemi à la fin de la Seconde Guerre mondiale » sans atteindre « la dimension tragique des viols perpétrés par l'Armée rouge lorsqu'ils pénètrent en Allemagne » (entre 95 000 et 130 000 femmes violées lors de la bataille de Berlin).
De ces événements viennent les expressions populaires italiennes « marocchinate » (littéralement « marocanisés », dans le sens de « violé(e)s par des Marocains ») et « marocchinare » (« marocaniser »). Ces événements servent de toile de fond à un roman d'Alberto Moravia, adapté au cinéma par Vittorio De Sica : La ciociara. Alberto Moravia assimile les goumiers à des « turcos » qui était le surnom des tirailleurs (au départ, algériens). La traduction en français en 1958 par Claude Poncet parle de « Turcs », faisant un lien, non voulu par l'auteur, entre les anciennes et les nouvelles catégories de sujets de ressentiment.

### Les archives et les travaux d'historiens
Les archives du S.H.A.T., établies à partir de documents émanant du QG de la Ve armée américaine, où furent enregistrées les plaintes des victimes ou des parents des victimes, font état de 160 informations judiciaires concernant 360 individus. Il y eut 125 condamnations pour des affaires de viol, 12 pour attentats à la pudeur et 17 pour homicide volontaire. Les affaires les plus graves furent selon ces archives commises du 29 au 31 mai.
À titre de comparaison, l'historien américain J. Robert Tilly, dans son ouvrage La Face cachée des GIs, rend compte de 379 dossiers archivés, de 879 cas dénombrés officiellement, et extrapolant sur ces bases pour tenir compte des affaires n'ayant jamais donné lieu à des plaintes, estime que plus de 17 000 viols auraient été commis par les GIs pendant la campagne de France et innombrables ceux perpétrés une fois entrés en Allemagne entre 1942 et 1945. Les viols commis par l'armée soviétique sont quant à eux estimés à plus de deux millions en 1944-1945 (dont 100 000 pendant la seule bataille de Berlin, cf. l'ouvrage Une femme à Berlin).
L'historien Jean-Christophe Notin apporte d'autres explications :
- sorte de « coupables passe-partout », les Marocains sont loin d'avoir été les auteurs de toutes les atrocités de cette campagne. Certains journalistes anglais ont reconnu que les seuls incidents dont ils se souviennent n'impliquèrent pas des Marocains, mais des GI's[30]. Une enquête de 1946 constatera que le gouvernement italien versait 15 000 lires au plaignant à chaque dépôt de plainte, ce qui aurait pu encourager certaines dérives ;
- selon le général Guillaume, la campagne de dénigrement est probablement née dans les milieux diplomatiques de l'Axe en poste dans les pays neutres ;
- le Reich avait également tout intérêt à diffuser les pires rumeurs sur le Corps expéditionnaire français. Une grande partie des prisonniers allemands se sont déclarés surpris du bon traitement accordé par les Français après tout ce que leurs chefs leur avaient dit sur la cruauté des Alliés. En mettant au pilori les Marocains, les Allemands auraient également tenté de leur faire endosser la responsabilité d'une partie de leurs propres crimes. De nombreux villages ont été massacrés par des éléments de la Wehrmacht[réf. nécessaire] ;
- pour les Italiens, faire passer les nouveaux conquérants pour les pires démons permet sans doute d'effacer une part de l'humiliation nationale et de la déchéance du fascisme.

Jean-Claude Notin conclut que « les regrettables exactions avérées, débarrassées des élucubrations de ceux qui ont voulu faire porter aux Marocains le chapeau de leurs propres turpitudes, ne fassent toutefois jamais oublier que ce même idéal guerrier les fera libérer la France et conquérir le Reich. »
Pour Dominique Lormier, il s'agit de faits « largement exagérés dans leur ampleur, généralisés par la propagande de Goebbels, grossis par les communistes et repris par les néo-fascistes », Tommaso Baris confirme ce dernier point.
En 2015, une enquête du journal Libération a recueilli les témoignages de plusieurs victimes de violences sexuelles.
Au total, 207 soldats, toutes unités confondues, sont jugés par la justice militaire pour violences sexuelles durant toute la campagne d'Italie et 156 (87 Marocains, 51 Algériens, 12 Français, 3 Tunisiens et 3 Malgaches) sont condamnés dont 3 sont fusillés. Parmi les 156 condamnés, on compte un seul goumier marocain. À ces condamnations s'ajoutent 28 soldats, dont l'unité d'appartenance est inconnue, exécutés sommairement, car pris sur le fait. Pour Julie Le Gac, le fait qu'un seul soldat des goums soit condamné pour viol « alors que les goumiers sont les coupables désignés » pourrait-être l’« indice d’un contrat tacite qui autorise ces troupes irrégulières à piller et à violer ». L'autre hypothèse, selon elle, étant que la justice expéditive, les exécutions sommaires soient plus appliquées aux goumiers (l'unité d'appartenance des 28 soldats exécutés sommairement est inconnue) mais aucune source ne confirme cette hypothèse.

### Le précédent de la «Honte noire» contre l'armée française en Rhénanie
La « Honte noire » (Die schwarze Schande (am Rhein) ou également Die schwarze Schmach (am Rhein)) est le nom donné à une campagne de propagande nationaliste et raciste déclenchée dans l'Allemagne de Weimar au début des années 1920 afin de dénoncer l'occupation de la Rhénanie par les troupes coloniales françaises : celles-ci, composées de soldats sénégalais, marocains et malgaches, étaient accusées de se livrer à divers sévices, incluant viols et mutilations, à l'encontre de la population allemande.

### Avis des officiers supérieurs
Dans une lettre adressée au général de Gaulle le 18 juillet 1944, le général de Lattre écrit à propos des goumiers marocains, « je sais qu’ils sont accusés d’actes de violences commis à l’encontre des populations civiles italiennes, mais je crois que de tels faits ont été singulièrement déformés et exagérés à des fins anti-françaises ».
Jugeant suspecte la vigueur de la réaction italienne, le général Alphonse Juin, dans une lettre adressée le 22 juillet 1944 au général Clark, commandant la Ve Armée américaine, dénonce une « manoeuvre habilement orchestrée dont le but est de discréditer les troupes françaises et de jeter partout une ombre sur la page de gloire qu'elles ont ouverte en Italie ».

## Personnalités ayant participé à la bataille de Monte Cassino
- France :

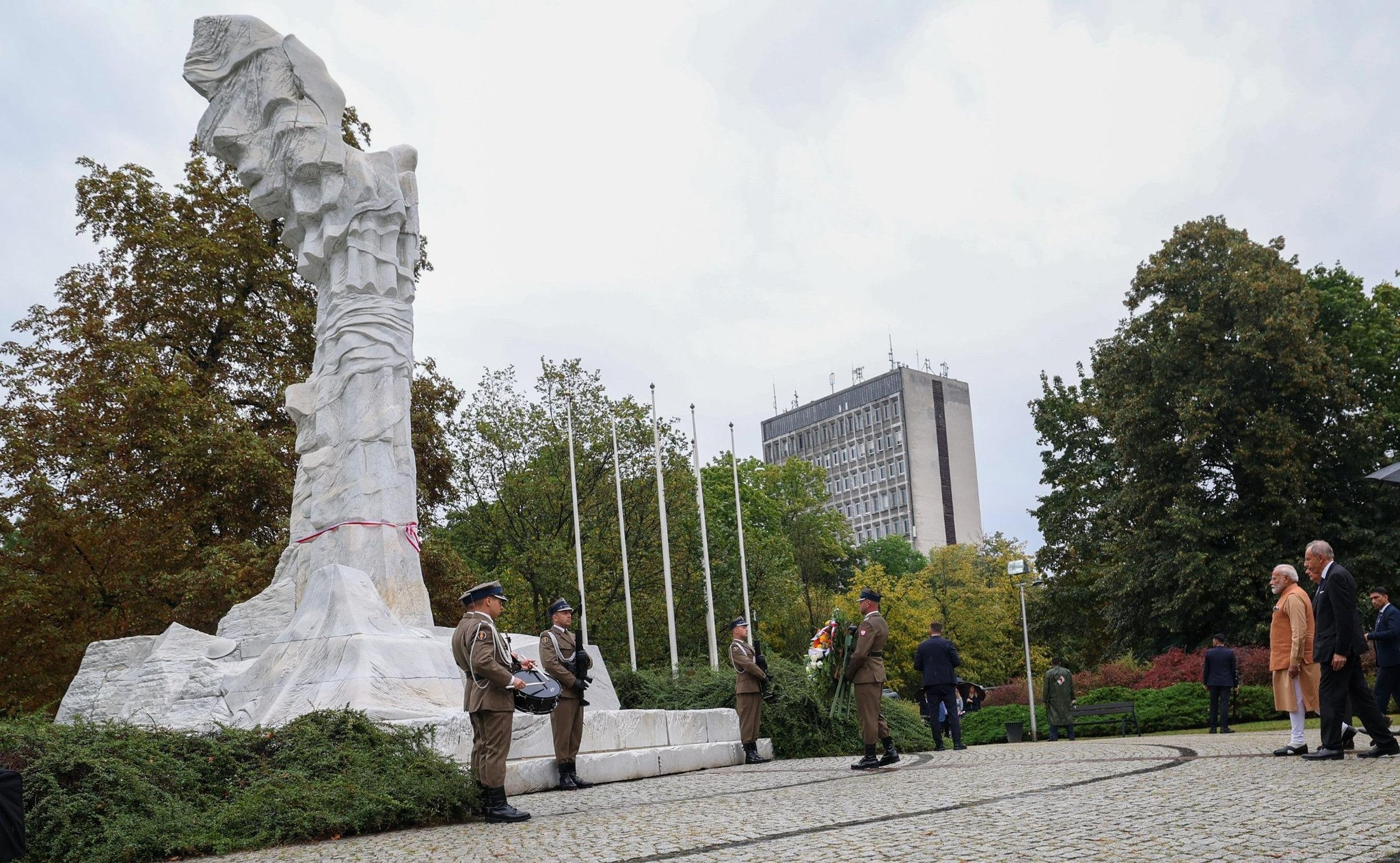
Mémorial polonais aux victimes de la bataille, Varsovie.

  - Ahmed Ben Bella, premier président de l'Algérie indépendante ;
  - Mohammed Boudiaf, quatrième président de l'Algérie indépendante ;
  - Slimane Dehilès dit Si Sadek, commandant de la Wilaya IV historique durant la guerre d'Algérie ;
  - Mourad Kaouah, footballeur, homme politique français (élu Front national) ;
  - Jean-Pierre Melville, réalisateur de cinéma ;
  - Walter M. Miller, auteur que le véritable traumatisme de la destruction de l'abbaye bénédictine du Mont-Cassin conduira à l'écriture de son premier roman : Un cantique pour Leibowitz en 1959 ;
  - Alain Mimoun, athlète français vainqueur du marathon des Jeux olympiques de Melbourne en 1956, grièvement blessé au pied par un éclat d'obus lors de la bataille du mont Cassin le 28 janvier 1944, il évite de justesse l'amputation de sa jambe gauche ;
  - Mohamed Oufkir, général et homme politique marocain (mort en 1972 dans des conditions obscures), a servi comme sous-lieutenant au 4e RTM de la 2e DIM pendant la bataille du Garigliano. Il est cité à l'ordre du corps d'armée, décoré de la croix de guerre 1939-1945 avec étoile de vermeil après la bataille, puis de la Silver Star et de la Légion d'honneur[39] ;
  - Frédéric Rossif, écrivain, documentariste et réalisateur français.
- Pologne :
  - Władysław Anders, commandant en chef du 2e corps polonais ;
  - Zygmunt Bohusz-Szyszko, général commandant la 3e division polonaise ;
  - Bolesław Bronisław Duch, général commandant la 5e division polonaise ;
  - Nikodem Sulik, général commandant la 5e division polonaise ;
  - Wojtek, ours brun, qui a obtenu le grade de caporal, dans la 22e compagnie de ravitaillement polonaise.